# Hernádpetri
Hernádpetri ist eine ungarische Gemeinde im Kreis Encs im Komitat Borsod-Abaúj-Zemplén.

## Geografische Lage
Hernádpetri liegt in Nordungarn, 50 Kilometer nordöstlich des Komitatssitzes Miskolc, 17 Kilometer nördlich der Kreisstadt Encs, an dem Bach Garadna-patak. Die Nachbargemeinde Hernádvécse befindet sich fünf Kilometer südlich des Ortes.

## Geschichte
Im Jahr 1913 gab es in der damaligen Kleingemeinde 86 Häuser und 406 Einwohner auf einer Fläche von 2633 Katastraljochen. Sie gehörte zu dieser Zeit zum Bezirk Szikszó im Komitat Abaúj-Torna.

## Sehenswürdigkeiten
- Reformierte Kirche, erbaut 1830
- Römisch-katholische Kirche Szent Péter és Pál apostol, erbaut 1759

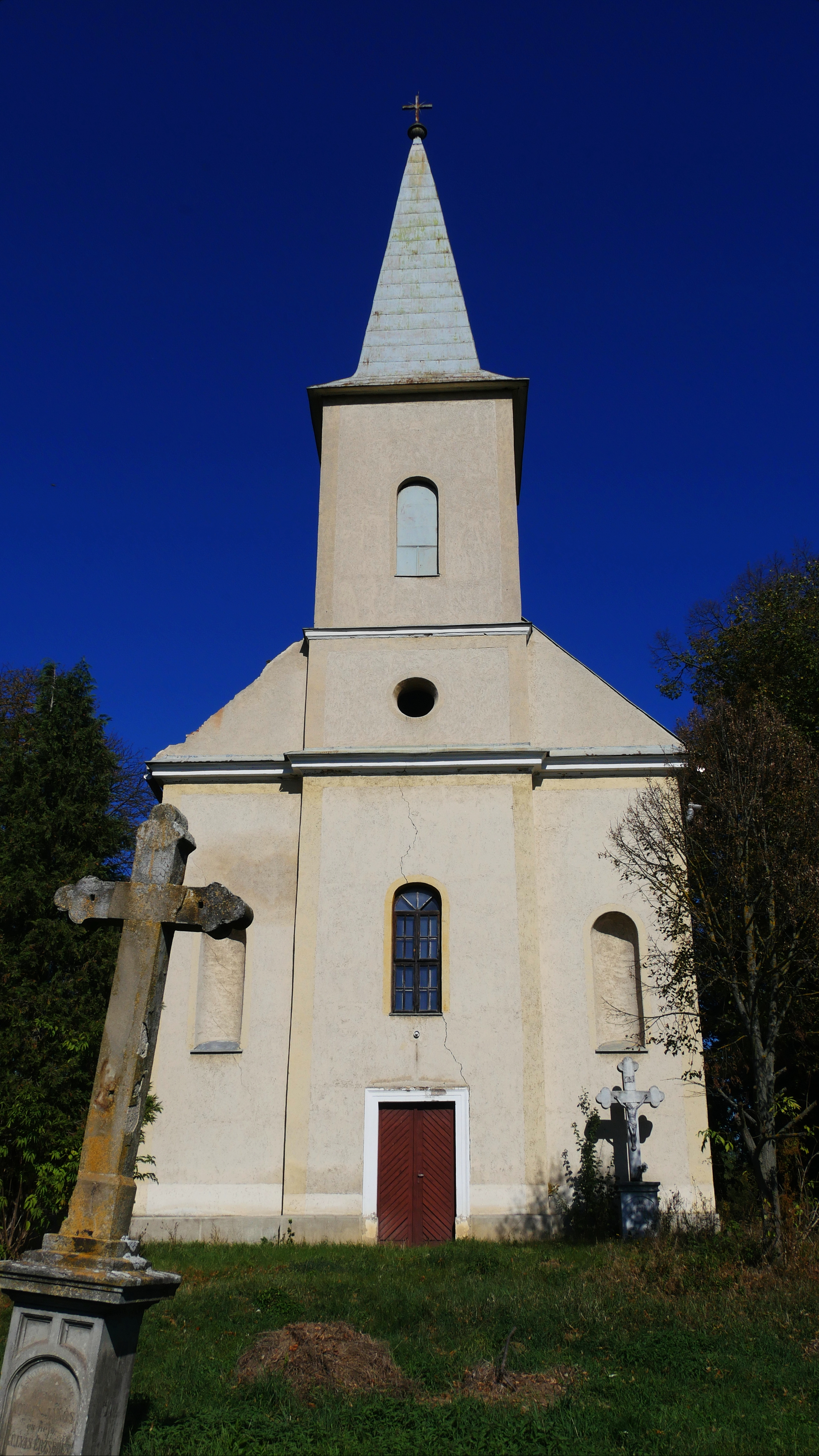
Römisch-katholische Kirche Szent Péter és Pál apostol
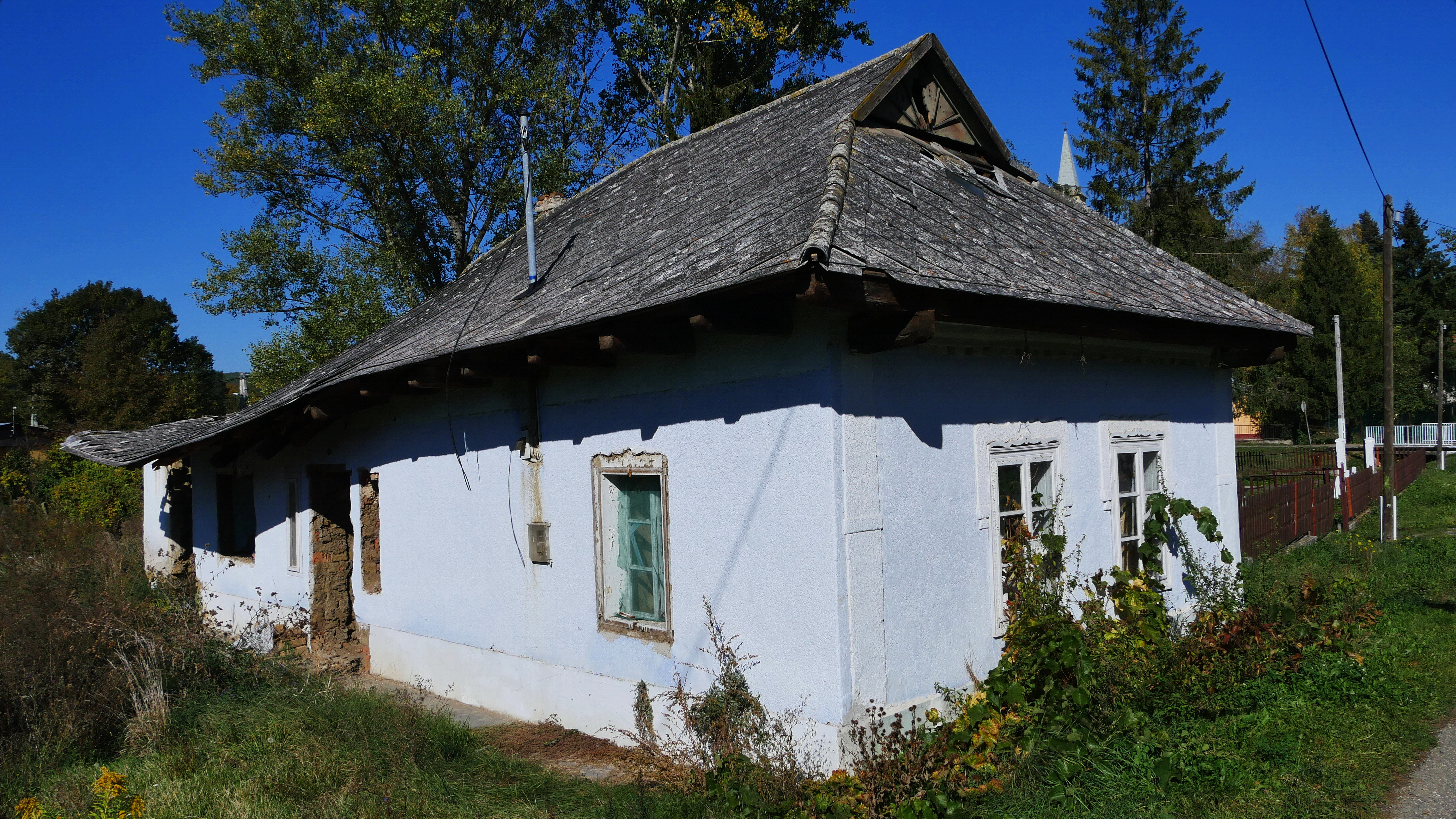
Bauernhaus aus dem 19. Jahrhundert
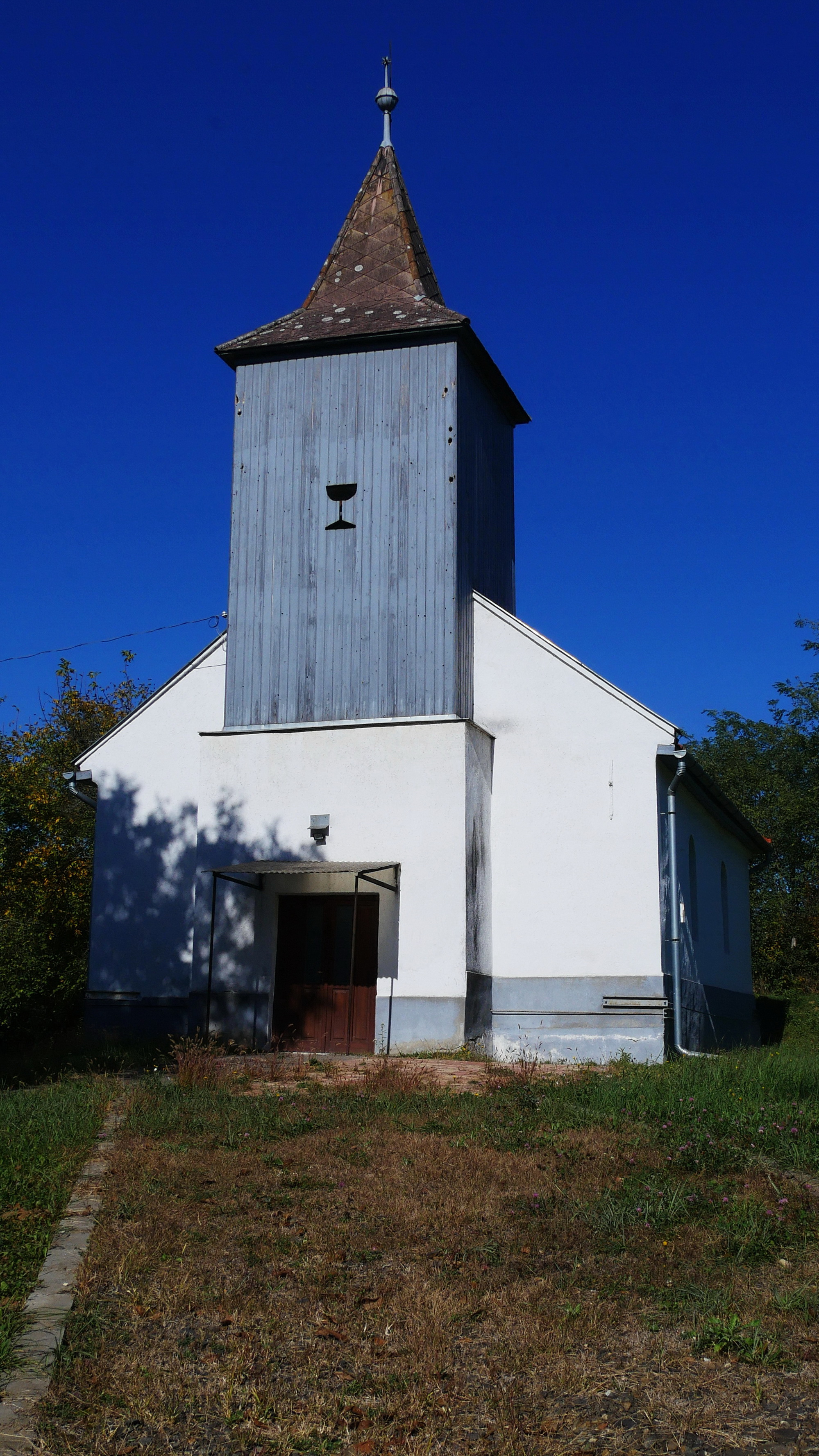
Reformierte Kirche

## Verkehr
Hernádpetri ist nur über die Nebenstraße Nr. 26145 zu erreichen. Es bestehen Busverbindungen über Hernádvécse und Garadna nach Novajidrány, wo sich der nächstgelegene Bahnhof befindet.